# Otto Schlecht

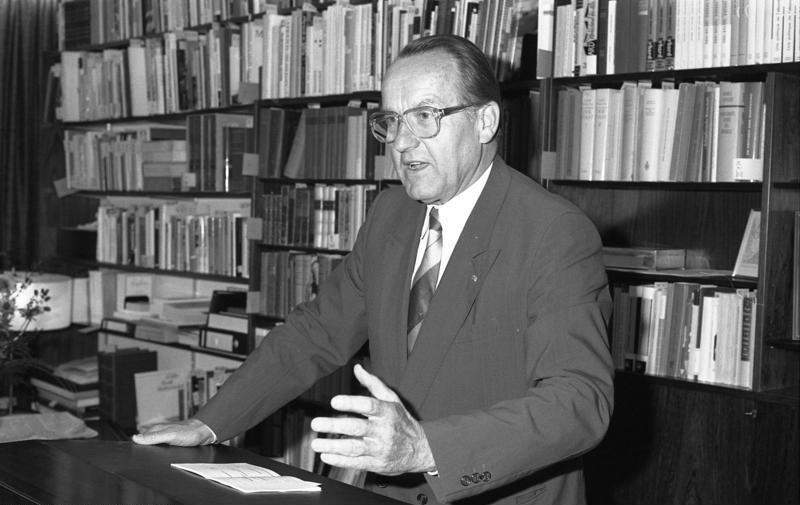
Otto Schlecht (1987)

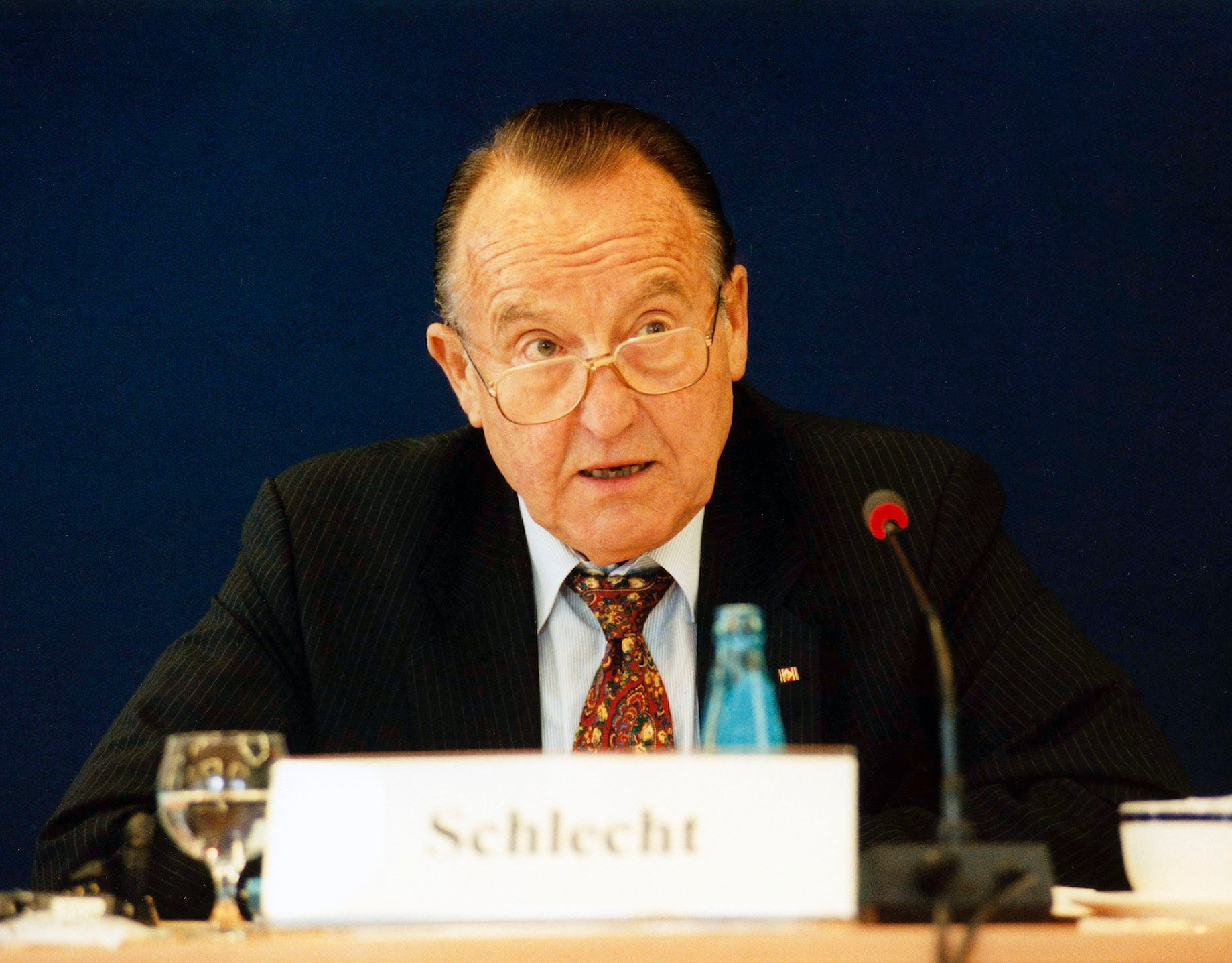
Otto Schlecht (1995)

Christian Otto Schlecht (* 21. Dezember 1925 in Biberach an der Riß; † 3. Dezember 2003 in Bonn) war ein deutscher Wirtschaftswissenschaftler und Staatssekretär im Bundesministerium für Wirtschaft.

## Leben
Otto Schlecht wurde 1925 als Sohn der Metzgerfamilie Schlecht geboren. Er besuchte in seiner Heimatstadt Volksschule und Oberschule, wurde im Frühjahr 1943 zum Reichsarbeitsdienst eingezogen und leistete dann Kriegsdienst (Pionier zu den Gebirgsjägern). Er kämpfte während des Zweiten Weltkriegs auf dem Balkan, wurde zum Leutnant befördert und wurde verwundet. Nach kurzer  Zeit in amerikanischer Kriegsgefangenschaft machte er 1945 bis 1946 ein kaufmännisches Volontariat bei der Energie-Versorgung Schwaben, erlangte dann an der Universität Freiburg durch das Propädeutikum die Hochschulreife und begann 1947 ein Studium der Betriebswirtschaft. Er wechselte bald die Fachrichtung und studierte Volkswirtschaft bei Walter Eucken, Lutz, Elisabeth Liefmann-Keil und K. Paul Hensel, deren Freiburger Schule seine wirtschaftspolitischen Auffassungen nachhaltig prägte. Er schloss 1951 das Studium der Volkswirtschaft mit der Diplomprüfung ab und promovierte 1952 (summa cum laude) zum Dr. rer. pol.
Er trat 1953 unter dem Minister Ludwig Erhard als junger Referent in das Bundesministerium für Wirtschaft (heute Bundesministerium für Wirtschaft und Klimaschutz) ein und wurde dort 1973 zum Staatssekretär befördert. Er war Staatssekretär unter acht Wirtschaftsministern (Hans Friderichs (FDP), Otto Graf Lambsdorff (FDP, 1977–1982), Manfred Lahnstein (SPD, 1982), Otto Graf Lambsdorff (1982–1984), Martin Bangemann (FDP, 1984–1988), Helmut Haussmann (FDP, 1988–1991), Jürgen Möllemann (FDP, 1991–1993) und Günter Rexrodt (FDP, 1993–1998)) und drei Bundeskanzlern (Willy Brandt, Helmut Schmidt und Helmut Kohl). Schlecht war parteilos und nach seiner Pensionierung 1991 bis zu seinem Tod Vorsitzender der Ludwig-Erhard-Stiftung. Er war auch Mitglied des Beirates der gemeinnützigen Bertelsmann Stiftung und der Mont Pèlerin Society. Bis heute ist er der am längsten amtierende Staatssekretär in der Geschichte der Bundesrepublik.
Er starb im Dezember 2003 im Alter von 77 Jahren. 
Schlecht sah die Soziale Marktwirtschaft als eine weit über die ökonomischen Vorteile der Marktwirtschaft hinausgehende, übergeordnete Idee, die komplementär zur rechtsstaatlichen Demokratie stehe und die wirtschaftliche, soziale und gesellschaftliche Vorstellungen miteinander versöhnen könne. Damit stand er Alfred Müller-Armack (1901–1978) nahe.
Er wirkte federführend beim „Konzept für eine Politik zur Überwindung der Wachstumsschwäche und zur Bekämpfung der Arbeitslosigkeit“ (auch „Lambsdorff-Papier“) mit. 

## Ehrungen
- 1975: Verdienstkreuz 1. Klasse der Bundesrepublik Deutschland
- 1978: Großes Verdienstkreuz der Bundesrepublik Deutschland
- 1983: Großes Verdienstkreuz mit Stern und Schulterband der Bundesrepublik Deutschland
- 1992: Alexander-Rüstow-Plakette

## Werke (Auswahl)
- Konzertierte Aktion als Instrument der Wirtschaftspolitik. Mohr, Tübingen 1968.
- Wirtschaftswachstum wozu, wie, womit? Mohr Siebeck, 1980, ISBN 3-16-343431-2.
- Grundlagen und Perspektiven der Sozialen Marktwirtschaft. Mohr, Tübingen 1990, ISBN 3-16-145684-X.
- mit Martin Lambert, Josef Düllings, Heinrich Frommknecht: Umbau der Sozialsysteme. Sinus Verlag, Krefeld 1994, ISBN 3-88289-404-0.
- mit Martin Lambert, Jürgen Husmann, Anton Rauscher: Der Sozialstaat vor dem Offenbarungseid? Sinus Verlag, Krefeld 1996, ISBN 3-88289-409-1.
- mit Wolfgang Franz, Werner Tegtmeier: Der Europäische Beschäftigungspakt – Chance oder Illusion? Sinus Verlag, Krefeld 2000, ISBN 3-88289-415-6.
- mit Gerhard Stoltenberg (Hrsg.): Soziale Marktwirtschaft. Grundlagen, Entwicklungslinien, Perspektiven. Herder, Freiburg im Breisgau / Basel / Wien, 2001, ISBN 3-451-20260-3.
- Ordnungspolitik für eine zukunftsfähige Marktwirtschaft. Erfahrungen, Orientierungen, Handlungsempfehlungen. FAZ, Frankfurt am Main 2001, ISBN 3-89843-042-1.